# 新国誠一
新国 誠一（にいくに せいいち、1925年12月7日 - 1977年8月23日）は、日本の詩人、画家。旧字体で新國誠一とも表記され、新国自身は晩年旧字体での表記にこだわっていたとされる。1960年代の国際的な前衛詩運動であるコンクリート・ポエトリーの運動に関わり、象形詩や視覚詩、音声詩などの実験的な作品を制作した。世界的には重要な詩人の一人として位置づけられており、日本やドイツの教科書などにも作品が掲載されている。

## 生涯

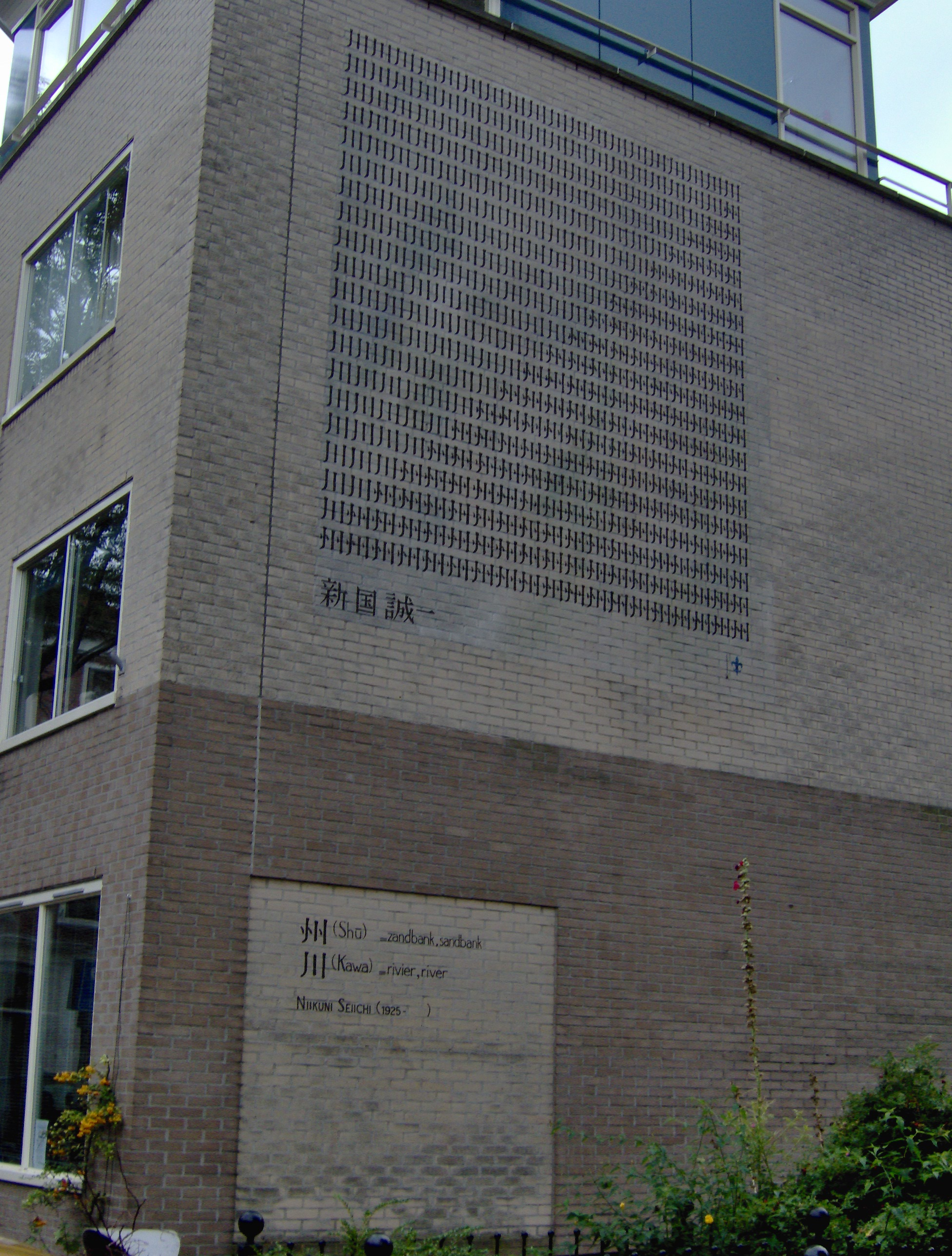
『川または州』(1966)の壁面展示

### 仙台時代
1925年12月7日、宮城県仙台市で生まれる。仙台工業学校（現：仙台工業高等学校）に進学し、建築を学ぶ。高校卒業後、1948年に東北学院大学文経学部英文学科に入学、1951年に卒業。
1952年に詩誌「氷河」の同人となり、詩人としての活動を本格的に開始する。この「氷河」5号に発表された「うれいをパイプにつめて」が、確認されている新国最初の作品である。
1960年に「氷河」を脱退し、「文芸東北」の同人となる。この「文芸東北」への寄稿作品ごろから、のちの作品につながるモチーフや象音詩が登場しはじめる。また同時期に「河北新報」にも寄稿を行っている。なおその際の肩書きは「詩人、画家」であった。

### 上京と『0音』
1962年に「文芸東北」で知り合った2人と同人誌「球」を発行。また同年秋には、「仙台じゃ分ってもらえない」との思いもあり上京、デザインスタジオ勤務を経てNHK美術センターに勤務。また同年、画家の三浦喜代と結婚。
1963年に詩集『0音』を刊行。限定300部で、48ページの並製本と簡素なつくりであった。なお、『0音』という題は、新国の妻である喜代が幾つかの候補の中から選んだものである。

### ASA設立と海外からの注目
1964年に、鍵谷幸信宅で行われていたカミングズ研究会に参加、そこで藤富保男と出会う。同年6月4日、新国は藤富とコンクリート・ポエトリーの研究、実験を目的としたグループ「芸術研究協会」（Association of Study of Arts、ASA）を設立。同グループは機関紙「ASA」で国内外のコンクリート・ポエトリーを紹介するほか、アロルド・デ・カンポス(en)の詩篇などを翻訳して刊行した。また藤富は、ブラジルのコンクリート・ポエトリー運動「ノイガンドレス」(es)に参加していた詩人、ルイス・カルロス・ヴィニョーレスを新国と引き合わせた。新国はヴィニョーレスに、フランスの詩人ピエール・ガルニエ(fr)を紹介され、のちに『0音』をガルニエに送った。
1966年、ピエール・ガルニエとの合作である『日仏詩集』をフランスで刊行。また1969年には、ドイツのノルトライン＝ヴェストファーレン州立美術館(en)で開催された「ドイツ・ヴィジュアル・ポエジイ展」に作品を招待出品。それにとどまらず海外からの出品依頼が増え、新国も次第に海外に目を向けるようになった。1974年には、ロンドンのホワイトチャペル・アートギャラリーで個展を開催した。

### 晩年
新国は若い頃から胸部の疾患を患い、健康に不安を抱えていた。そのため50歳の誕生日を迎え非常に喜んだ様子も伝えられているが、その2年後である1977年8月23日、東京都の自宅で急死した。享年52。同時にASAの活動も終了し、1974年に発行された「ASA」7号が最終号となった。

## 作風

### 初期のモダニズム
新国は学業の傍ら詩作を行い、二十歳頃までは実験的な詩ではなく抒情的な詩を書いていた。その作風には萩原朔太郎の影響が見られ、新国も自らの詩の出発点は萩原であるとしている。また新国自身は、村野四郎や西脇順三郎にも注目していたと記している。そのほかに、早い時期からシュルレアリスムや新即物主義、実存主義などにも関心を持っていた。

### メタファーからアナロジーへの移行
しかし日本が第二次世界大戦の敗戦を迎えたことで価値観の転倒がおこり、言葉の意味や詩におけるメタファー（隠喩）に疑問を持つようになった。とくに、西脇順三郎の『超現実主義詩論』を読み、「詩はメタファーである」という考えに限界や虚しさを見出した。そして「言葉を徹底的に裸にしてみようと考え」、言葉から意味を奪い「形象」と「音声」による詩の構築を試みた。しかし西脇や萩原のようなモダニズムからすぐに移行できたわけではなく、数年間の逡巡を経て徐々に視覚詩や音声詩へと移行していった。その移行によって新国はメタファーを否定したわけではなく、メタファーのようなモダニズムを受け入れて、その上で詩の本質をアナロジー（類推）に求めた。また新国は、「男女」「唇」などの性的な漢字や、官能性へのこだわりを強く持っており、それは「氷河」時代の作品からも見受けられる。

### 『0音』
1963年に刊行された『0音』では、はじめて「象形詩」「象音詩」という概念が提示された。前半と後半に分けて象形詩と象音詩が収録され、前半の象形詩については「作品を読む場合は音読すること」という但し書きが付されている。
前半の象形詩は、大きさの異なる漢字やひらがな、カタカナといった文字を、空間性を意識して紙面に配置した作品が中心となっており、視覚詩に近い実験的な作品といえる。後半の象音詩は名の通り「聴くための詩」であり、1963年12月には、『0音』の作品を音読する実演も行われた。その試みに参加した者の中には、作曲家の刀根康尚なども含まれている。
『0音』の作品、とりわけ象形詩に見られる空間を意識した文字の配置は、フランスの詩人ステファヌ・マラルメの『骰子一擲』の影響を受けたものであると考えられている。また、ジョン・ケージや十二音音楽からの影響も指摘されている。
またヴィニョーレスに音声の重要性を説かれたこともあり、その後音声詩の試みも積極的に行っている。丁度この頃オープンリールによる録音技術や写植技術が発達していたことも、『0音』の表現やその後の音声による表現を後押ししたとみられている。

### 「ASA」と海外進出

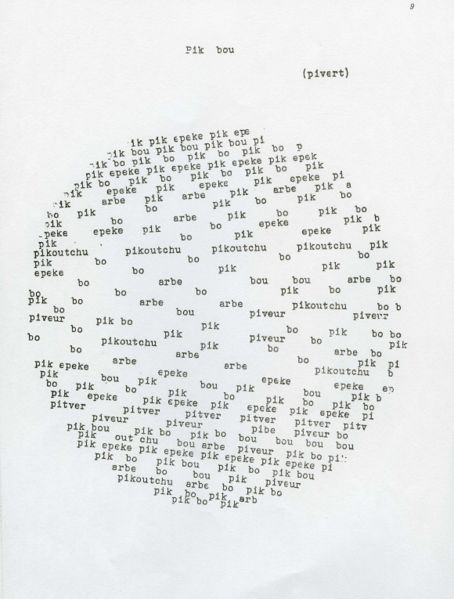
ピエール・ガルニエ「Pik bou」

『0音』で新国は、その当時まだ国際的な前衛詩運動の存在を知らなかったにもかかわらず、アルファベット語圏のコンクリート・ポエトリーとほぼ同じ方法論にたどり着いた。そのため『0音』を受け取ったピエール・ガルニエは「異なった言葉で私と同じようなことを目指し、同じような作品を発表している」ことに仰天し、2人の交流がはじまった。のちにガルニエは新国と『日仏詩集』を刊行し、その中で「ミクロポエム」などの作品を提示した。また漢字圏、表意文字圏の作家として海外から注目され、作品の出品依頼も相次いだ。新国はこのような交流をへて、『0音』以降、コミュニケーションの重視、グラフィックデザイン的構成という手法に転換した。しかし決して漢字による表現から離れることはなかった。
新国は「ASA」で『川または州』『雨』などの代表作を発表している。文字はより面的に配置され、面としての全体的な視点と、それぞれの文字への視点が同時に生じる。また『闇』のように「闇」という漢字から「音」という漢字が抜け出すと言った表現もみられ、使用される漢字も明朝体からゴシック体が用いられるようになる。このような漢字のパーツ化、字体の変化は、海外を意識した欧文化であると考えられている。
またこの時期の作品から、作品に用いられている漢字の意味を英語で注記する、と言ったスタイルが見られる。例えば『嘘』(1966年)では「(口)=mouth (虚)=void (嘘)=lie」といった注記がつけられている。これは新国が海外からの依頼に答えたためである。
新国自身は、これらの視覚詩を美術との境界領域であると見なされることを嫌い、写真などによる詩の可能性も否定している。しかし実際には、絵と詩の結びつきという視点で作品を語られることもあり、詩による空間構成が美術の領域に近づくことは避けられないという意見もある。

## 評価
新国は詩と他分野が混成する表現を否定し、あくまで言語による表現を追求した。しかし1970年代には、コンクリート・ポエトリーの運動は他の美術的要素を取り込んだヴィジュアル・ポエトリーへの展開を見せ、新国のように言語と他の表現を融合することを否定し、あくまで言語の表現としての詩を追求したコンクリティズムは廃れていった。新国の突然の死後、日本の視覚詩やコンクリートポエトリーの運動は終焉を迎え、新国の作品も時代と共になかば忘れられた。デザインや美術の分野で新国の作品が注目されることはあったが、詩として注目されることはなかった。しかし没後31年の2008年に、国立国際美術館で初の本格的な回顧展が開催され、またそれにあわせて作品集が刊行されたことで、再度注目されつつある。その物質としての文字による表現が、アスキーアートなどにも通底するものがあるという指摘もなされている。

## 作品

### 詩集、作品集
- 0音（1963年、昭森社）
  - 生前に刊行された唯一の詩集[35]。
- 日仏詩集（1966年、アンドレ・シルベール出版[40]）
  - ピエール・ガルニエとの合作。
- 新國誠一詩集（1979年）
  - 藤富保男、上村弘雄、吉沢庄次によって没後に刊行された作品集[35]。
- 新国誠一 works 1952-1977（2008年、思潮社）
  - 『0音』の全編に加え、音声詩などを含む全作品集。

### その他

#### 代表的な作品
- 姦（1965年）
- 川または州（1966年）
- 闇（1966年）
- 雨（1966年）
- 反戦（1970年）
- 触る（1972年）

#### 評論、随筆など
- 空間主義東京宣言書（「ASA」3号）
- メタファーのこと（「無限」29号、1972年8月）

#### EPレコード
- 空間主義の音声詩（1971年、日本コロムビア）
  - 音声詩を収録したEPレコード[12]。ピエール・ガルニエと妻イルゼ・ガルニエが参加している[12]。2000年に日本の茶柱レコードがCD音源として再発。

1. 人類学（ピエール・ガルニエ）
2. くちびるとしっと（新国誠一）